# Comuna Ustîmivka, Semenivka
Ustîmivka (în ucraineană Устимівка) este o comună în raionul Semenivka, regiunea Poltava, Ucraina, formată din satele Ceapaievka, Herasîmivka, Iehorivka, Krasne, Șepelivka, Ustîmivka (reședința) și Verbkî.

## Demografie
Componența lingvistică a comunei Ustîmivka
     Ucraineană (97,45%)
     Rusă (2,09%)
     Alte limbi (0,28%)
Conform recensământului din 2001, majoritatea populației comunei Ustîmivka era vorbitoare de ucraineană (97,45%), existând în minoritate și vorbitori de rusă (2,09%).